# Otterstads kyrka
Otterstads kyrka är en kyrkobyggnad som sedan 2002 tillhör Sunnersbergs församling (tidigare Otterstads församling) i Skara stift. Den ligger i kyrkbyn Otterstad i Lidköpings kommun.

## Kyrkobyggnaden
Tidigare kyrka var uppförd på medeltiden och låg i närheten av nuvarande kyrkoherdeboställe. Nuvarande stenkyrka uppfördes 1854 av byggmästare Adolf Johansson efter ritningar av arkitekt Albert Törnqvist. Kyrkan består av långhus med tresidigt kor i öster och ett smalare tron i väster. Norr om koret finns en vidbyggd sakristia. Tornets tak har en åttkantig lanternin med spira.

## Inventarier
- Dopfunten är från 1100-talet och fanns tidigare i Senäte kyrka.
- Ett dopaltare från 1990 är byggt efter ritningar av arkitekt Sture Svensson. Altaret består av en polerad kalkstensskiva som vilar på två breda ståndare istället för ben.
- Altaret är tillverkat 1990 av brun, polerad kalksten från Kinnekulle. I varje hörn finns ett nedsänkt grekiskt kors. Skivan vilar på två breda ståndare av sten.
- Orgeln med 17 stämmor är byggd 1968 av Smedmans Orgelbyggeri i Lidköping. Tillhörande orgelfasad är från tidigare orgel byggd 1878.